# مجلة الجنسية التونسية
مجلة الجنسية التونسية (بالفرنسية: Code de la nationalité tunisienne)‏ تحتوي على مجموع القواعد والشروط التي تحدد كيفية اكتساب الجنسية التونسية، وسحبها وفقدها مع العلم أن سحب الجنسية التونسية لأي مواطن تونسي ممنوع منذ دستور 2014.

## التاريخ
صدرت مجلة الجنسية التونسية عبر أمر علي من باي تونس في 26 يناير 1956، ثم غيرت جزئيا عبر المرسوم عدد 6 لسنة 1963 المؤرخ في 28 فبراير 1963 المتعلق بإعادة تنظيم مجلة الجنسية التونسية. وقعت بعدها عدة تغييرات على المجلة:
- القانون عدد 12 لسنة 1971 المؤرخ في 9 مارس 1971 المتعلق بتنقيح الفصل 63 و65 من مجلة الجنسية التونسية.[1]
- القانون عدد 79 لسنة 1975 المؤرخ في 14 نوفمبر 1975 المتعلق بتنقيح الفصل 30 من مجلة الجنسية التونسية.[2]
- القانون عدد 81 لسنة 1984 المؤرخ في 30 نوفمبر 1984 المتعلق بتنقيح الفصل 32 من مجلة الجنسية التونسية.[3]
- القانون عدد 4 لسنة 2002 المؤرخ في 21 يناير 2002 المتعلق بتنقيح الفصل 12 من مجلة الجنسية التونسية.[4]
- القانون عدد 55 لسنة 2010 مؤرخ في 1 ديسمبر 2010 المتعلق بتنقيح بعض أحكام مجلة الجنسية التونسية.[5]

قبل 1956، كان يوجد مرسومين من الباي يحددان ضوابط الجنسية التونسية، الأول هو مرسوم 19 يونيو 1914، والثاني مرسوم 8 نوفمبر 1921، اللذان يحددان على التوالي الجنسية التونسية واكتسابها.

الدستور التونسي الجديد 2014 والذي صدر بعد الثورة التونسية في 2011، جاء في الفصل 25 منه تحجير سحب الجنسية التونسية من أي تونسي، وبذلك لا يمكن سحب الجنسية التونسية أبدا.

## أقسام المجلة
تتكون المجلة بعد إعادة تنظيمها في 1963 من أربعة أقسام:
- العنوان التمهيدي: أحكام عامة (الفصول من 1 إلى 5).
- العنوان 1: في الجنسية التونسية (الفصول من 6 إلى 38).
  - الباب 1: في الجنسية التونسية الأصلية.
    - القسم 1: في إسنادها بموجب النسب.
    - القسم 2: في إسناد الجنسية التونسية بموجب الولادة بتونس.
    - القسم 3: أحكام مشتركة.

  - الباب 2: في اكتساب الجنسية التونسية.
    - القسم 1: في اكتسابها بفضل القانون.
    - القسم 2: في اكتسابها عن طريق التجنس.
    - القسم 3: في آثار اكتسابها.
    - القسم 4: أحكام مشتركة.

  - الباب 3: في فقدان الجنسية التونسية واسقاطها وسحبها.
    - القسم 1: في فقدان الجنسية التونسية.
    - القسم 2: في إسقاط الجنسية التونسية.
    - القسم 3: في سحب الجنسية التونسية.
- العنوان 2: في الإجراءات الإدارية (الفصول من 39 إلى 47).
  - الباب 1: في التصريح بالجنسية التونسية.
  - الباب 2: في المقررات المتعقلة بالتجنس.
  - الباب 3: في الأوامر في مادة الجنسية.
- في النزاعات المتعلقة بالجنسية التونسية (الفصول من 74 إلى 65).
  - الباب 1: في اختصاص المحاكم العدلية.
  - الباب 2: في الاجراءات أمام المحاكم العدلية.
  - الباب 3: في إثبات الجنسية التونسية.
  - الباب 4: في الشهادة الجنسية التونسية.

## الجنسية التونسية
أي طلب يخص الجنسية التونسية يقدم لوزارة العدل التونسية، وتصدر قرارات إسناد واكتساب الجنسية بقرار رئاسي يوقعه رئيس الجمهورية التونسية وتصدره وزارة العدل.

### إسناد الجنسية
- حسب الفصل السادس من المجلة، فإنه يكون تونسيا كل طفل ولد في تونس لأب أو لأم تونس. من جهة أخرى، يصبح تونسيا كل طفل ولد في الخارج لأم تونسية ولأب أجنبي (بشرط بلوغ 18 سنة كاملة ابتداءً من 26 يوليو 2010). يكون تونسيا من ولد بتونس وكان أبوه وجده للأب مولودين بها أيضا (الفصل 7).
- يكون تونسيا من ولد بتونس لأبوين عديمي الجنسية ومقيمين بتونس منذ 5 سنوات على الأقل (الفصل 8) وكذلك من ولد بتونس لأبوين مجهولين (الفصل 9). وحسب الفصل العاشر، فإن المولود المعثور عليه بتونس يعتبر مولودا بتونس إلى أن يثبت ما يخالف ذلك.

### اكتساب وطلب الجنسية

#### عن طريق الزواج والتبني
- حسب الفصل 13 من المجلة، تصبح تونسية منذ تاريخ عقد زواجها المرأة الأجنبية التي تتزوج بتونسي إذا كان قانونها الوطني يجردها من جنسيتها الأصلية متى تزوجت بأجنبي.[7][8][9]
- حسب الفصل 14، يمكن للمرأة الأجنبية المتزوجة بتونسي والتي بموجب قانونها الوطني تحتفظ بجنسيتها الأصلية رغم تزوجها بأجنبي، أن تطلب الجنسية التونسية إذا كان الزوجان مقيمين بتونس منذ عامين على الأقل.
- الأجنبي القاصر (ما دون 18 سنة) المتبني من طرف تونسي يكتسب الجنسية التونسية بشرط أن لا يكون متزوجا.

#### عن طريق التجنس
- حسب الفصل 20 من المجلة، يمكن طلب الجنسية عن طريق التجنس بعد قضاء مدة 5 سنوات إقامة في تونس (يستثنى من هذا الشرط حسب الفصل 21 من أثبت أن جنسيته الأصلية كانت الجنسية التونسية، والأجنبي المتزوج بتونسية إذا كان الزوجان مقيمين بتونس حين تقديم المطلب، والأجنبي الذي أدى لتونس خدمات جليلة أو الذي يكون في تجنسه بالجنسية التونسية فائدة عظمى لتونس).
- لا يمكن منح الأجنبي الجنسية التونسية متى كان صدر في شأنه قرار إطراد أو قرار بالإقامة الجبرية إلا إذا رفع ذلك القرار أو أبطل بطريقة قانونية (الفصل 22).
- حسب الفصل 23، لا يمكن منح أحد الجنسية التونسية إلا إذا كان رشيدا، وثبت أن له معرفة باللغة العربية تتناسب ومركزه الاجتماعي، وكان سليم العقل، وتبين من حالته الصحية أنه لا يكون عالة على المجتمع أو خطرا عليه، وكان حسن السيرة والأخلاق ولم تسبق محاكمته بالسجن لمدة تتجاوز العام ولم يقع محو العقاب بموجب استرداد الحقوق ويمكن عدم اعتبار المحاكمات الصادرة بالخارج.

## مقالات ذات صلة
- مجلة الأحوال الشخصية
- مجلة واجبات الطبيب (تونس)

## روابط خارجية
- مجلة الجنسية التونسية محينة ومحدثة حسب الأبواب والفصول على بوابة-التشريع.تونس.
  - نسخة حديثة في شكل PDF للمجلة على الرائد الرسمي للجمهورية التونسية صادرة في 2016.
  - نسخة أصلية في شكل PDF للمجلة على الرائد الرسمي التونسي صادرة في 26 يناير 1956.
  - نسخة أصلية في شكل PDF لقانون إعادة تنظيم المجلة على الرائد الرسمي للجمهورية التونسية صادرة في 28 فبراير 1963.